# Blocage de YouTube

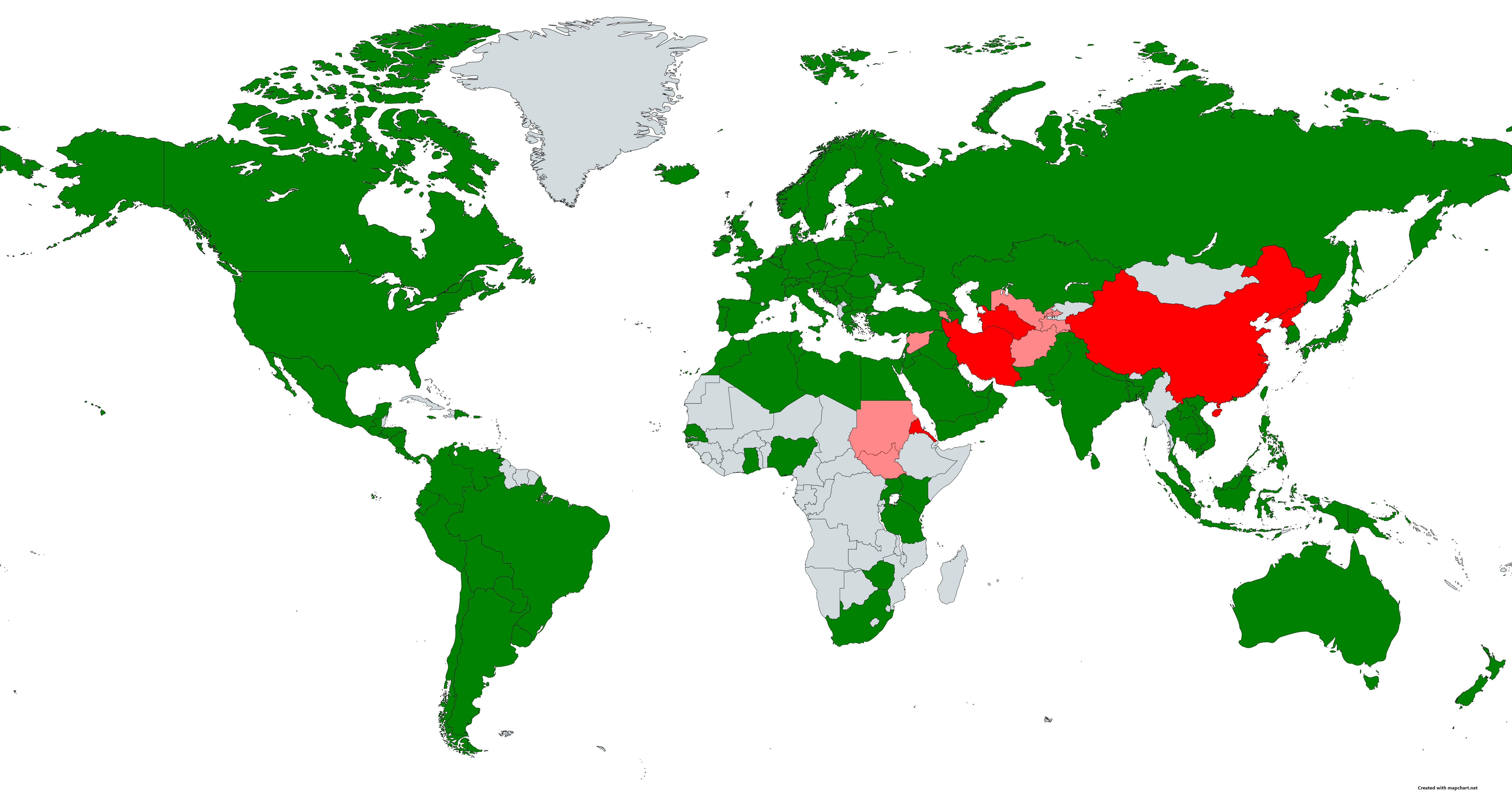
carte des pays qui ont bloqué YouTube (couleur rouge)
Disponible sur une version locale
Disponible sur une version mondiale
Vitesse de streaming limitée
Prohibé
Anciennement prohibé, maintenant disponible

Depuis son lancement, le site web de partage de vidéos YouTube a été bloqué à plusieurs reprises dans plusieurs pays.
Le blocage de YouTube se produit pour diverses raisons, notamment : 
- Empêcher la critique d’un dirigeant, d’un gouvernement, de représentants du gouvernement, d’une religion ou de chefs religieux ;
- Prévention des vidéos promouvant le racisme;
- Violations des lois nationales, y compris :
- Lois sur le droit d’auteur et la protection de la propriété intellectuelle ;
- Violations des discours de haine, de l’éthique ou des lois fondées sur la moralité ;
- Législation sur la sécurité nationale.
- Empêcher l’accès aux vidéos jugées inappropriées pour les jeunes;
- Les entreprises, les écoles, les agences gouvernementales et d’autres institutions privées bloquent souvent les sites de médias sociaux, y compris YouTube, en raison des limites de bande passante et du potentiel de distraction du site.

Dans certains pays, YouTube est complètement bloqué, soit par le biais d’une interdiction permanente à long terme, soit pour des périodes plus limitées, par exemple en période de troubles, à l’approche d’une élection ou en réponse à des anniversaires politiques à venir. Dans d’autres pays, l’accès au site Web dans son ensemble reste ouvert, mais l’accès à des vidéos spécifiques est bloqué pour de nombreuses raisons, notamment des ordonnances de la juridiction du pays. Dans les deux cas, un VPN est généralement déployé pour contourner les restrictions géographiques. Dans les cas où l’ensemble du site est banni en raison d’une vidéo particulière, YouTube accepte souvent de supprimer ou de limiter l’accès à cette vidéo afin de rétablir le service. 
Depuis septembre 2012, la Chine, l’Iran et le Turkménistan interdisent actuellement l’interdiction nationale de YouTube. En raison de litiges entre la GEMA et YouTube sur les droits d’auteur, de nombreuses vidéos présentant des chansons protégées par le droit d’auteur étaient inaccessibles en Allemagne. Après qu’un accord ait été conclu entre les entreprises en novembre 2016, ces vidéos sont devenues accessibles. 
Les Conditions d’utilisation de YouTube interdisent la publication de vidéos qui violent les droits d’auteur ou représentent de la pornographie, ou celles qui font l’apologie du racisme, d’actes illégaux, de la violence gratuite ou des discours haineux. Les vidéos publiées par les utilisateurs qui enfreignent ces conditions peuvent être supprimées et remplacées par un message indiquant : « Cette vidéo n’est plus disponible car son contenu a enfreint les conditions d’utilisation de YouTube ». [source non primaire nécessaire] De plus, Google se réserve le droit de résilier tout compte pour quelque raison que ce soit, même sans préavis. 
YouTube propose une fonctionnalité d’opt-in connue sous le nom de « mode restreint », qui filtre les vidéos susceptibles de contenir du contenu pour adultes. 

## Pays où l’accès à YouTube est actuellement bloqué

### Chine
Youtube a été bloqué en Chine quelques mois du 15 octobre 2007 au 22 mars 2008 en raison du programme de censure "Golden Shield". Puis il a à nouveau été bloqué le 24 mars 2009 et est inaccessible depuis.

### Corée du Nord
Youtube n'est pas accessible en Corée du Nord. Plus généralement, Internet dans son ensemble est censuré en Corée du Nord. Seules les pages Web validées par les autorités sont disponibles.

### Érythrée
YouTube a été bloqué par intermittence en Érythrée depuis 2011 par certains FAI, bien qu’un porte-parole de Freedom House ait émis l’hypothèse que cela était dû à des considérations de bande passante.

### Iran
Le 3 décembre 2006, l’Iran a temporairement bloqué l’accès à YouTube et à plusieurs autres sites, après les avoir déclarés coupables de violations des codes de conduite sociaux et moraux. Le blocage de YouTube est intervenu après la publication en ligne d’une vidéo semblant montrer une star de feuilleton iranienne en train de faire l’amour. Le blocage a ensuite été levé puis rétabli après l’élection présidentielle iranienne de 2009. En 2012, l’Iran a de nouveau bloqué l’accès, ainsi que l’accès à Google, après la diffusion de la bande-annonce du film controversé L’innocence des musulmans sur YouTube. Certaines startups, émissions de télévision, célébrités et politiciens réformistes tels que Khatami utilisent ce site Web.

### Turkménistan
Le 25 décembre 2009, pour des raisons de sécurité, YouTube a été bloqué au Turkménistan par le seul FAI du pays, Turkmentelecom. D’autres sites Web, tels que LiveJournal, ont également été bloqués.

## Afghanistan
Le 12 septembre 2012, YouTube a été bloqué en Afghanistan en raison de l’hébergement de la bande-annonce du film controversé sur Mahomet, L’innocence des musulmans, que les autorités considéraient comme blasphématoire.  YouTube a ensuite été débloqué en Afghanistan le 1er décembre de la même année. 

## Allemagne

### Blocage des vidéos YouTube de 2009 à 2016
Le blocage de vidéos YouTube en Allemagne pour des raisons de droit d’auteur s’inscrivait dans le cadre d’un litige opposant YouTube à la Gesellschaft für musikalische Aufführungs- und mechanische Vervielfältigungsrechte (Société pour les droits d’exécution musicale et de reproduction mécanique – GEMA), une organisation allemande de droits d’exécution.
Selon un tribunal allemand de Hambourg, la filiale de Google, YouTube, peut être tenue responsable des dommages et intérêts lorsqu’elle héberge des vidéos protégées par des droits d’auteur sans l’autorisation du détenteur des droits d’auteur.  En conséquence, les clips vidéo d’artistes de grandes maisons de disques sur YouTube, ainsi que de nombreuses vidéos contenant de la musique d’ambiance, n’étaient plus disponibles en Allemagne depuis la fin du mois de mars 2009, après l’expiration de l’accord précédent et l’arrêt des négociations pour un nouvel accord de licence. Le 31 octobre 2016, YouTube et la GEMA ont conclu un accord sur les redevances, mettant fin à une bataille de sept ans pour bloquer les vidéos musicales en Allemagne. 

### Diffusion en direct en 2016
Le 23 novembre 2016, la Kommission für Zulassung und Aufsicht (Commission d’autorisation et de surveillance) allemande, composée de représentants des stations de radiodiffusion publiques allemandes, a exigé de PietSmiet & Co., un let-splayer allemand exploitant sa propre chaîne YouTube, d’obtenir une licence de diffusion allemande avant le 30 avril 2017.  ou être considéré comme un radiodiffuseur pirate illégal pour la diffusion en direct, même lorsqu’aucune utilisation du spectre radio n’est incluse. Certains YouTubers, même à but non lucratif, peuvent échouer face aux frais élevés de demande de licence.  Le 30 avril 2017, la chaîne de diffusion en direct PietSmietTV a été mise hors ligne. La chaîne PietSmiet est restée en ligne car elle ne fournissait pas de streaming 24h/24 et 7j/7. La chaîne a été mentionnée dans une exigence de licence. 

### En attente d’une résolution parlementaire en 2019
L’article 17 de la Directive sur le droit d’auteur dans le marché unique numérique est craint et critiqué comme une censure, obligatoire pour tous les pays de l’Union européenne dans un délai de deux ans si elle est adoptée.

## Arménie
À la suite des élections présidentielles contestées de février 2008, le gouvernement arménien a bloqué l’accès des internautes à YouTube pendant un mois. L’opposition arménienne avait utilisé le site pour diffuser une vidéo de brutalités policières présumées contre des manifestants antigouvernementaux.

## Bangladesh
À la suite de la mise en ligne d'une vidéo présentant le Premier ministre Sheikh Hasina Wajed, peu après la mutinerie des Bangladesh Rifles les 25 février 2009 et 26 février 2009, le site de partage a été bloqué durant quelques jours.

## Brésil
En janvier 2007, YouTube a été poursuivi en justice par la mannequin brésilienne et VJ de MTV Daniella Cicarelli (l’ex-fiancée du footballeur Ronaldo) et son petit ami en raison du fait que le site hébergeait une vidéo enregistrée par des paparazzi dans laquelle elle et son petit ami avaient des rapports sexuels sur une plage espagnole; La vidéo ne contenait pas de contenu explicite. Le procès demandait que YouTube soit bloqué au Brésil jusqu’à ce que toutes les copies de la vidéo soient supprimées. Le samedi 6 janvier 2007, une injonction légale a ordonné la mise en place de filtres pour empêcher les utilisateurs au Brésil d’accéder au site Web. 
L’efficacité de la mesure a été mise en doute, car la vidéo était disponible non seulement sur YouTube, mais aussi sur d’autres sites dans le cadre d’un phénomène Internet. Le mardi 9 janvier 2007, le même tribunal a infirmé sa décision précédente, autorisant le retrait des filtres. La séquence vidéo elle-même est restée interdite et devait être retirée du site Web. 
En juin 2007, un juge a ordonné à Cicarelli et à son petit ami de payer tous les frais de justice et d’avocat, ainsi que 10 000 R$ (environ 3 203 $ US) aux trois accusés – YouTube, Globo et iG, invoquant un manque de bonne foi dans la promotion de l’affaire de la protection de la vie privée alors que leurs actions avaient eu lieu en public. 
Le 13 décembre 2024, une enquête de l’Observatoire de l’industrie de la désinformation et de la violence sexiste sur les plateformes numériques a identifié 137 chaînes au contenu misogyne sur YouTube au Brésil. Selon l’enquête, 105 000 vidéos publiées sur ces comptes totalisent plus de 3,9 milliards de vues et les chaînes comptent, en moyenne, 152 000 abonnés. Au total, les chercheurs ont analysé 76 000 vidéos de 7 812 chaînes, avec plus de 4,1 milliards de vues et 23 millions de commentaires.

## Émirats arabes unis
L’Autorité de régulation des télécommunications (TRA) des Émirats arabes unis a brièvement bloqué YouTube d’août à octobre 2006 en raison d’inquiétudes croissantes concernant la présence de contenu pour adultes sur le site Web. Selon la TRA, le blocage a été fait parce que YouTube n’a pas catégorisé et séparé le contenu pornographique pour adultes du contenu normal.

## Finlande
Le 30 novembre 2017, la plupart des vidéos YouTube contenant de la musique semblaient être bloquées par l’organisation finlandaise à but non lucratif Teosto en Finlande. Selon eux, Google a bloqué les vidéos parce qu’ils n’avaient pas d’accord pour diffuser des vidéos musicales en Finlande. Selon Teosto, ils ont conclu un accord temporaire avec Google pour diffuser les vidéos dans la matinée du 30 novembre. Les clips ont commencé à revenir sur YouTube en Finlande plus tard dans la journée.

## Indonésie
Le 1er avril 2008, le ministre indonésien de l’Information, Mohammad Nuh, a demandé à YouTube de retirer Fitna, un film controversé réalisé par le politicien néerlandais de droite Geert Wilders. Le gouvernement a accordé deux jours pour la suppression de la vidéo, faute de quoi YouTube serait bloqué dans le pays.  Le 4 avril, suite à l’échec de YouTube à supprimer la vidéo, Nuh a demandé à tous les fournisseurs d’accès à Internet de bloquer l’accès à YouTube.  Le 5 avril, YouTube a été brièvement bloqué pour des tests par un FAI.  Le 8 avril, YouTube, ainsi que MySpace, Metacafe, RapidShare, Multiply, LiveLeak et le site officiel de Fitna, ont été bloqués en Indonésie sur tous les FAI.  Le blocage de YouTube a ensuite été levé le 10 avril. 

## Libye
Le 24 janvier 2010, la Libye a bloqué définitivement YouTube après qu’il a diffusé des vidéos de manifestations dans la ville libyenne de Benghazi par des familles de détenus tués à la prison d’Abou Salim en 1996, ainsi que des vidéos de membres de la famille du dirigeant libyen Mouammar Kadhafi lors de fêtes.  L’interdiction a été condamnée par Human Rights Watch.  En novembre 2011, après la guerre civile libyenne, YouTube a de nouveau été autorisé en Libye, mais n’a lancé une version locale du site qu’au début de 2015.

## Maroc
Le 25 mai 2007, l'opérateur historique Maroc Telecom  a bloqué tout accès à YouTube. Aucune raison justifiant ce blocage n’a été donnée mais certains spéculent que les vidéos postées par le groupe séparatiste Polisario (qui soutient le mouvement d’indépendance du Sahara occidental) et des vidéos critiquant le roi Mohammed VI en sont à l’origine, d'autres soutiennent la thèse selon laquelle un gros ponte de Maroc Télécom aurait trouvé une vidéo embarrassante de lui-même ou l'un de ses proches. Cette censure gouvernementale n’a pas touché les deux autres fournisseurs privés : Wana et Meditel. YouTube est redevenu accessible le 30 mai 2007, après que Maroc Télécom a annoncé officieusement qu’il s’agissait d’un problème technique.

## Ouzbékistan
L’accès à YouTube en Ouzbékistan a été lourdement censuré pour des raisons inconnues le 9 octobre 2018.

## Pakistan
En février 2008, l’Autorité pakistanaise des télécommunications (PTA) a bloqué l’accès à YouTube des FAI pakistanais, prétendument en raison de vidéos « blasphématoires » de l’homme politique néerlandais Geert Wilders (en particulier de Fitna). Cependant, le 25 février 2008, le blocage de la PTA a coupé par inadvertance l’accès à YouTube dans le monde entier pendant deux heures.  Pakistan Telecom avait diffusé à d’autres FAI de la côte du Pacifique la fausse affirmation selon laquelle il s’agissait de la bonne route pour les adresses dans l’espace IP de YouTube.  Il a été suggéré par certains sites Web pakistanais, des blogs et par des groupes de surveillance du processus électoral à l’époque que le blocage avait été imposé en grande partie pour détourner l’attention des téléspectateurs des vidéos alléguant que le parti au pouvoir, le MQM, avait truqué les votes lors des élections générales de février 2008.  Des blogueurs, des journaux, des médias et des partis d’opposition pakistanais anti-Musharraf ont également accusé la répression de vidéos de fraude électorale par l’administration Musharraf. YouTube a été débloqué le 27 février 2008, après que les vidéos prétendument blasphématoires aient été supprimées. 
Le 20 mai 2010, qui était la Journée Tout le monde dessine Mohammed, le Pakistan a de nouveau bloqué le site Web dans le but de contenir du matériel « blasphématoire ». L’interdiction a été levée le 27 mai 2010, après que le site Web a retiré le contenu répréhensible de ses serveurs à la demande du gouvernement. Cependant, les vidéos individuelles jugées offensantes pour les musulmans qui sont publiées sur YouTube continueront d’être bloquées. 
Le 17 septembre 2012, l’Autorité pakistanaise des télécommunications (PTA) a ordonné le blocage de l’accès à YouTube, après que le site n’ait pas supprimé la bande-annonce de la controversée Innocence of Muslims, ce qui a finalement entraîné une interdiction en raison de la non-conformité de YouTube. 
Bytes for All, une organisation pakistanaise à but non lucratif, a déposé une contestation constitutionnelle de l’interdiction par l’intermédiaire de son avocat, Yasser Latif Hamdani, devant la Haute Cour de Lahore. Il s’agit d’une affaire en cours et est communément appelée l’affaire YouTube. 
Le 11 décembre 2013, l’Autorité pakistanaise des télécommunications a annoncé qu’elle avait convaincu la direction de Google d’offrir une version locale de YouTube au Pakistan au YouTube.com.pk, car il serait facile pour les autorités locales de supprimer le matériel « répréhensible » d’une version locale par rapport à la version mondiale de YouTube. Cependant, il ne serait offert qu’une fois que le gouvernement pakistanais aurait satisfait à certaines exigences non divulguées. 
Le 21 avril 2014, le Comité sénatorial permanent des droits de l’homme du Pakistan a approuvé une résolution visant à lever l’interdiction de YouTube. 
Le 6 mai 2014, l’Assemblée nationale a adopté à l’unanimité une résolution non contraignante visant à lever l’interdiction, mais le 2 août 2014, elle était toujours en vigueur. L’interdiction a été levée en raison d’un problème technique le 6 décembre 2015, selon les FAI au Pakistan. 
Le 18 janvier 2016, l’interdiction a été officiellement levée, car YouTube a lancé une version locale du site pour le Pakistan. Le gouvernement pakistanais a été autorisé à demander que certains contenus de YouTube soient supprimés. 
Le 25 novembre 2017, la plateforme de mesure d’Internet NetBlocks et la Digital Rights Foundation ont recueilli des preuves du blocage national de YouTube et d’autres services de médias sociaux, imposé par le gouvernement en réponse aux violentes manifestations de Tehreek-e-Labaik. L’enquête technique a révélé que de nombreux grands fournisseurs de services fixes et mobiles pakistanais, mais pas tous, ont mis en œuvre la restriction YouTube qui a été levée par la PTA le lendemain lorsque les protestations se sont apaisées après la démission du ministre de la Justice et de la Justice, Zahid Hamid.

## Russie
La vidéo revendiquant la responsabilité des attentats à la bombe du métro de Moscou en 2010, qui a rapidement été vue 800 000 fois en quatre jours, a été supprimée, ainsi que toutes les vidéos de Dokka Umarov. De plus, il s’est avéré que plus de 300 vidéos du Centre Kavkaz ont été supprimées pour avoir un « contenu inapproprié ». La Russie aurait fait pression sur YouTube pour qu’il prenne de telles mesures. 
Le 28 juillet 2010, un tribunal de la ville de Komsomolsk-sur-l’Amour a ordonné à un fournisseur d’accès local de bloquer l’accès à youtube.com, web.archive.org et à plusieurs autres sites Web proposant des livres à télécharger, citant des documents extrémistes comme raison.  L’ordonnance n’a pas été exécutée et a été annulée par la suite. 
Le 4 septembre 2017, Roskomnadzor a annoncé son intention de supprimer une vidéo publiée par une chaîne YouTube populaire Nemagia dans laquelle les blogueurs Alexey Pskovitin et Mikhail Pecherskiy décrivaient les stratégies commerciales sans scrupules de la banque Tinkoff. 
En février 2019, à la suite d’une plainte reçue par Roskomnadzor, YouTube a demandé au Centre ukrainien d’investigation des journalistes de retirer une vidéo sur Emir-Ousseïn Koukou, un « défenseur des droits de l’homme » tatar de Crimée arrêté par les autorités russes en 2016. 
En septembre 2021, YouTube a bloqué deux chaînes en langue allemande gérées par RT, une société de médias soutenue par l’État russe, affirmant qu’elles diffusaient de fausses informations sur les vaccins contre le COVID-19. En retour, Roskomnadzor a menacé de bloquer le service dans le pays ou d’infliger une amende à Google si les restrictions ne sont pas levées. 
En mars 2022, YouTube a commencé à montrer à ses utilisateurs des publicités appelant à désactiver les communications ferroviaires russes. En conséquence, Roskomnadzor a contacté Google et a exigé que l’entreprise cesse les menaces contre la Russie.  YouTube bloque également les chaînes de propagande financées par l’État russe. 
À la mi-2024, les utilisateurs en Russie ont commencé à ressentir un ralentissement significatif des vitesses de chargement des vidéos, passant de 40 % à 70 %. Alexander Khinshtein, chef de la commission de la politique d’information de la Douma d’État, a annoncé sur Telegram que la « dégradation » prévue des vitesses de YouTube, il a également encouragé les gens à se conformer à la politique russe sur les plateformes. Mais plus tard, il a imputé le ralentissement à l’échec de Google à investir dans l’infrastructure russe, comme ses serveurs de cache locaux. 
À partir du 1er août, y compris les plates-formes mobiles YouTube, qui n’étaient initialement pas affectées par la baisse de vitesse, ne peuvent pas non plus être utilisées en raison d’un blocus informel, mais avec des navigateurs spécifiques (c’est-à-dire le navigateur Yandex de fabrication nationale), des vidéos de haute qualité pourraient toujours être accessibles en Russie.  Le 8 août, les médias ont interviewé de nombreux utilisateurs du pays, affirmant que YouTube ne pouvait pas fonctionner correctement sans VPN. Google a également fermé AdSense à tous les citoyens russes une semaine plus tard. 

## Soudan
Les autorités soudanaises ont bloqué YouTube le 21 avril 2010, à la suite de l’élection présidentielle de 2010, ainsi que le propriétaire de YouTube, Google. Le blocage était en réponse à une vidéo diffusée sur YouTube montrant des employés de la Commission électorale nationale en uniforme officiel et un enfant de la région de Hamashkoreib remplissant des urnes et les mettant dans des urnes, l’un d’entre eux exprimant son soulagement que la période de vote ait été prolongée pour qu’ils puissent terminer leur travail. Le Soudan avait déjà bloqué temporairement YouTube en 2008 pour des raisons inconnues. 
Le 17 septembre 2012, YouTube a de nouveau été interdit par la National Telecommunication Corporation pour ne pas avoir supprimé Innocence of Muslims, un film anti-islamique controversé. Cependant, le blocage a été levé par la suite.

## Syrie
Dans de nombreux cas, l’accès à YouTube a été bloqué en Syrie par le gouvernement syrien et des coupures de courant ont été causées par la guerre civile syrienne.
YouTube est bloqué depuis août 2007 après la diffusion de vidéos dénonçant la répression contre la minorité kurde. En février 2011, la Syrie a levé le blocage de YouTube et d’autres services de médias sociaux.

## Tadjikistan
En juillet 2012, les autorités tadjikes ont bloqué YouTube en réponse à la mise en ligne de vidéos montrant des manifestations contre des affrontements entre militants. La même année, le gouvernement tadjik a de nouveau bloqué le site Web, cette fois en raison de vidéos montrant le président Emomali Rakhmon qui ont été jugées offensantes pour le gouvernement. 
En 2013, le Tadjikistan a bloqué YouTube pour la troisième fois en raison d’une vidéo montrant le président Rakhmon dansant et chantant faux lors de la fête de mariage de son fils en 2007. 
Le 9 juin 2014, YouTube est brièvement devenu inaccessible pour une raison inconnue. Beg Zuhurov, chef du Service national de communication du Tadjikistan, a affirmé que cela était dû à des « problèmes techniques ». 
Le 25 août 2015, YouTube a de nouveau été bloqué par certains FAI suite à un ordre du Service de la communication de l’État.  Le blocage n’a été levé qu’à la mi-2017. 
Le 23 mai 2019, après que le président du Tadjikistan a critiqué Internet pour avoir « soutenu le terrorisme », les autorités tadjikes ont étendu le blocage de toutes les ressources de Google, y compris YouTube. Cependant, l’interdiction a été levée plus tard.

## Thaïlande
Pendant la semaine du 8 mars 2007, YouTube a été bloqué en Thaïlande. De nombreux blogueurs ont pensé que ce blocage était dû à une vidéo diffusée sur le site montrant l’ancien premier ministre Thaksin Shinawatra faisant un discours sur CNN. Cependant, le gouvernement n’a pas confirmé et s’est contenté de garder le silence. YouTube est redevenu accessible le 10 mars 2007.
YouTube a été de nouveau bloqué en Thaïlande la nuit du 3 avril 2007. Le gouvernement s’est cette fois-ci justifié en s’appuyant sur une vidéo qu’il trouvait insultante envers le roi Rama IX. Le ministère des technologies de l’information et des communications a cependant affirmé que YouTube serait débloqué au bout de quelques jours lorsque les sites web faisant référence à cette vidéo seraient bloqués au lieu d’un blocage général de YouTube. Le ministre Sitthichai Pokai-udom a déclaré : « Lorsqu’ils auront  décidé de retirer cette vidéo, nous lèverons la censure. » Peu après cet incident, le blog Mashable a été censuré en Thaïlande pour avoir parlé de cette vidéo.

## Tunisie
À partir d'octobre 2007, Youtube est bloqué en Tunisie, des vidéos de personnes se faisant torturer par des policiers au ministère de l'intérieur ainsi que d'autres insultant le président tunisien Zine El Abidine Ben Ali, seraient à l'origine du blocage définitif.
Dailymotion connaît le même sort. YouTube et Dailymotion redeviennent accessibles le 13 janvier 2011, quelques heures avant la chute du régime de Ben Ali.

## Turquie
- Le 6 mars 2007, YouTube a été bloqué en Turquie pour avoir diffusé des vidéos insultant les Turcs et Mustafa Kemal Atatürk, le fondateur de la Turquie moderne.
- Après cela, le site a été aussi bloqué quelque temps en 2008 et en 2010, puis de nouveau rendu accessible[9].
- Le 27 mars 2014, l'enregistrement d'une conversation sur la guerre en Syrie provoqua un nouveau blocage de plusieurs mois[10].
- Le 23 décembre 2016, YouTube a de nouveau été bloqué après la diffusion d'une vidéo montrant deux soldats turcs brûlés vifs par l’État Islamique.

## Venezuela
Pendant la crise présidentielle vénézuélienne de 2019, YouTube a été lourdement censuré régulièrement par le fournisseur d’accès à Internet appartenant à l’État vénézuélien, CANTV. Le blocage de YouTube et de réseaux sociaux par le gouvernement vénézuélien visait à supprimer des informations relatives à Juan Guaidó et à l’Assemblée nationale, pro-opposition. Cela affecte principalement l’accès aux plateformes de streaming comme Periscope, YouTube, Bing et d’autres services Google. 
Le 21 janvier 2019, le jour d’une rébellion de la Garde nationale bolivarienne dans le quartier de Cotiza à Caracas, l’accès à Internet de certains sites de médias sociaux, y compris YouTube, a été bloqué pour les utilisateurs de CANTV. Le gouvernement vénézuélien a nié s’être livré à un blocage. 
Lors du concert de Venezuela Aid Live le 22 février, l’accès à YouTube a été bloqué pour les utilisateurs de CANTV pendant le concert, ainsi que pour National Geographic et Antena 3 qui ont été retirés de la télévision par câble et par satellite pour la diffusion du concert.  Discours de Guaidó lors de l’entrée de l’aide humanitaire le 23 février, YouTube a été bloqué. 
Le plus long blocage de YouTube à ce jour a commencé lors d’une session de l’Assemblée nationale le 6 mars, qui a duré 20 heures. 
La diffusion en direct sur YouTube de la conférence de presse du secrétaire d’État américain Mike Pompeo et du président colombien Iván Duque Márquez le 15 avril 2019 a été interrompue pour les utilisateurs de CANTV. 
Les restrictions sur YouTube sont revenues avec le retour des manifestations le 16 novembre.